# مجموعة المظلة

تجمعات الحزب. مجموعة مظلة على اليمين باللون البرتقالي.

مجموعة المظلة هي مجموعة تفاوضية تتكون من 12 طرفاً في اتفاقية الأمم المتحدة الإطارية بشأن تغير المناخ. أصبحت مجموعة المظلة فيما بعد معروفة باسم JUSCANZ.

## أفراد

### رابطة الدول المستقلة والملحق الأول
- بيلاروسيا
- كازاخستان
- الاتحاد الروسي
- أوكرانيا

### الملحق الأول والثاني
- أستراليا
- كندا
- آيسلندا
- اليابان
- نيوزيلندا
- النرويج
- الولايات المتحدة

### مستقل
- إسرائيل